# ميغان دوفي
ميغان دوفي (بالإنجليزية: Megan M. Duffy)‏ هي ممثلة أمريكية، ولدت في 22 أغسطس 1979 في الولايات المتحدة.

## أعمال

### أفلام
- (2012) مهووس[4][5]

## وصلات خارجية
- ميغان دوفي على موقع IMDb (الإنجليزية)
- ميغان دوفي على موقع قاعدة بيانات الفيلم (الإنجليزية)